# Acheronaster tumidus
Acheronaster tumidus is een zeester uit de familie Oreasteridae.
De wetenschappelijke naam van de soort werd in 1982 gepubliceerd door Helen Shearburn Clark.